# Stevie Smith
Florence Margaret Smith, más conocida por su seudónimo Stevie Smith, (Kingston upon Hull, 20 de septiembre de 1902-Londres, 7 de marzo de 1971) fue una poeta y novelista inglesa.

## Biografía
Fue la segunda hija de Ethel y Charles Smith. De pequeña la apodaban Peggy, pero cuando rondaba los veinte años sus amigos comenzaron a apodarla Stevie después de que uno de ellos, al verla montar a caballo, comentó que se parecía al jockey Steve Donoghue. El padre abandonó a la familia cuando Smith era pequeña para trabajar como marinero, por lo que desde su tercer año de vida, Smith vivió junto a su madre y su hermana en la casa de su tía Madge en Palmers Green, ubicado en el London Borough de Enfield. La madre falleció unos años después y Smith y su hermana se quedaron con su tía.
Después de dejar la escuela, desde 1923, trabajó como secretaria en la revista Newnes y eventualmente se convirtió en la secretaria privada de los dos gerentes. Trabajó allí hasta 1953. En los años veinte comenzó a escribir poemas, pero recién en 1936 publicaría su primera novela, titulada Novel in Yellow Paper. Un año más tarde publicó su primer libro de poemas. En los años siguientes, publicó ocho libros de poesía y otras novelas más; todas estas obras son relatos autobiográficos ficcionalizados, lo cual le trajo bastantes problemas ya que a menudo las figuras públicas y sus conocidos se identificaban con los personajes. En la década de 1960, se destacó por sus lecturas no convencionales en público de sus propias obras, y leyó sus poemas y cantó para la radio y la televisión. En 1969 recibió la Queen’s Gold Medal for Poetry.
Smith se destacó en el campo de la literatura inglesa por su poesía, la cual tiene pocos rasgos en común con la de sus contemporáneos. En ocasiones puede reconocerse la influencia de William Blake y Edward Lear en sus verbos. El lenguaje de Smith oscilaba entre la simplicidad y la poesía arcaica, que usaba tanto las formas tradicionales como las formas libres. Varios de sus poemas fueron publicados junto con dibujos, que ilustran la originalidad de sus obras líricas. El tono lúdico y humorístico de muchos poemas recuerdan las rimas para niños, pero a menudo con melancolía sutil. Tenía una preferencia temática por la muerte y el suicidio.
Entre su círculo más próximo de amistades se encontraba la novelista británica Olivia Manning, de quien se distanciaría luego del matrimonio de la última.
Smith falleció de cáncer cerebral en 1971. Poco tiempo antes de su muerte había empeorado considerablemente por la preocupación que le causaba el envejecimiento de su tía Madge; ésta murió en 1968 y Smith permaneció en la casa sólo durante tres años más, hasta su propia muerte. Jamás se casó. 

## Obras selectas
- 1936: Novel on Yellow Paper
- 1937: A Good Time Was Had by All
- 1938: Over the Frontier
- 1938: Tender Only to One
- 1942: Mother, What Is Man?
- 1949: The Holiday
- 1950: Harold’s Leap
- 1957: Not Waving but Drowning
- 1966: The Frog Prince and Other Poems
- 1969: The Best Beast
- 1972: Scorpion and Other Poems